# Robert Fuchs

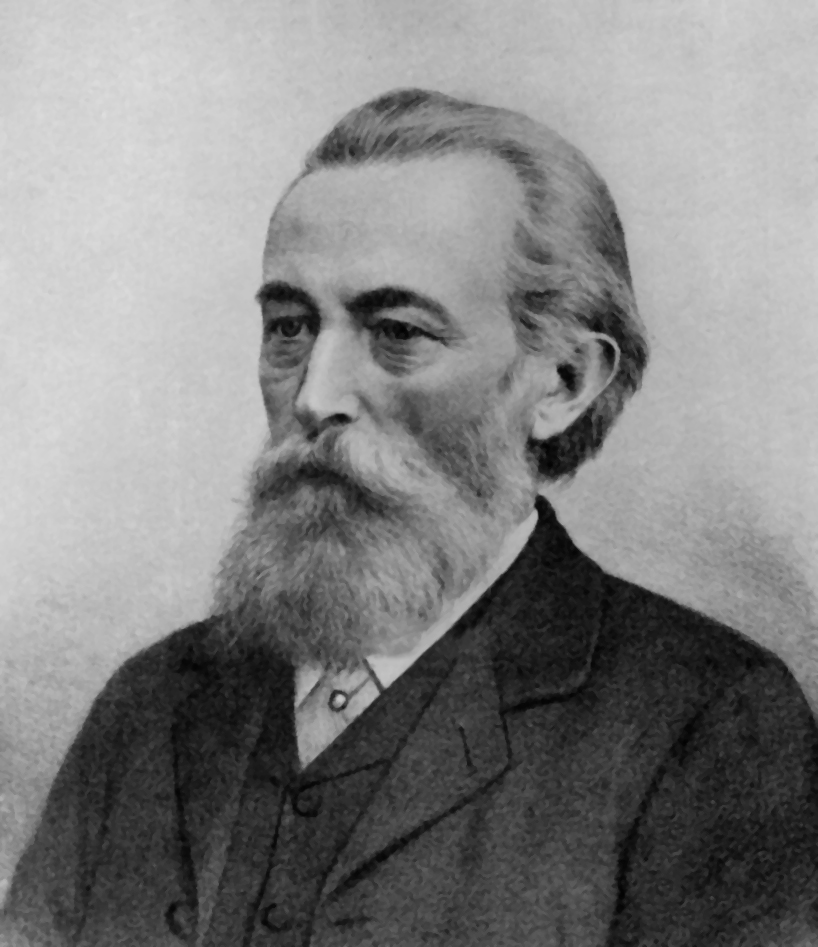

Robert Fuchs (Frauental an der Laßnitz, 15 de fevereiro de 1847 — Viena, 19 de fevereiro de 1927) foi um compositor austríaco.
Em 1875, tornou-se professor do Conservatório de Viena e maestro da Orquestra da Gesellschaft de Musikfreunde. Foi professor de Gustav Mahler, Jean Sibelius, Hugo Wolf e Zemlinsky.
A sua sinfonia n.º 1 (1885), das três que compôs, é a sua obra mais conhecida, e, na época, foi elogiada por Johannes Brahms.
É autor das óperas "Die Königsbraut" (1889) e "Die Teufelsglocke" (1893).
Também escreveu um Andante e Capricho, para orquestra, Serenatas para orquestra, dois quartetos para cordas, a abertura "Des Meeres und der Liebe Wellen", as obras para coro feminino e orquestra "Elfen und Zwerge" e "Gestillte Schnsucht", um concerto para piano e orquestra, Fantasias para órgão, duas sonatas para piano, além de várias outras peças para piano.

## Lista de composições

### Orquestral
- Sinfonias
  - Sinfonia nº 1 em dó maior, Op. 37
  - Sinfonia nº 2 em Mi ♭ maior, Op. 45
  - Sinfonia nº 3 em Mi maior, Op. 79
- Serenatas
  - Serenata para orquestra de cordas nº 1 em ré maior, Op. 9
  - Serenata para orquestra de cordas nº 2 em dó maior, Op. 14
  - Serenata para orquestra de cordas nº 3 em Mi menor, Op. 21
  - Serenata para orquestra de cordas e 2 trompas em sol menor, Op. 51
  - Serenata para pequena orquestra em ré maior, Op. 53
- Andante grazioso & Capriccio para orquestra de cordas, Op.63
- Concerto para Piano em Si ♭ menor, Op.27

### Vocal
- Óperas
  - Die Königsbraut, em 3 atos, Op.46 (1889) ( libretista: Ignaz Schnitzer ) estreou em Viena
  - Die Teufelsglocke, em 3 atos (sem Op.) (1891) ( libretista: Bernhard Buchbinder )
- Obras corais
  - Missa em G, Op. 108
  - Missa em ré menor, Op. 116
  - Missa em Fá, sem número opus

### Câmara
- Quintetos
  - Quinteto para clarinete e quarteto de cordas em Mi ♭ maior, Op. 102
- Quartetos
  - Quarteto de Cordas No. 1 em Mi maior, Op. 58
  - Quarteto de cordas nº 2 em lá menor, op. 62
  - Quarteto de cordas nº 3 em dó maior, op. 71
  - Quarteto de cordas nº 4 em lá maior, op. 106
  - Quarteto para piano nº 1 em sol menor, op. 15
  - Quarteto para piano nº 2 em si menor, op. 75
- Trios
  - Trio em Fá ♯ menor para violino, viola e piano, Op. 115
  - Sete peças de fantasia para violino, viola e piano, Op. 57
  - Trio de cordas em lá maior, Op. 94
  - Trio para piano em dó maior, Op. 22
  - Piano Trio em Si ♭ maior, Op. 72
  - Terzetti (trios para dois violinos e viola) Opp. 61 Nos. 1 em E menor, 2 em D menor
  - Terzetto em dó ♯ menor, Op. 107
- Duplas
  - Dois violinos
    - Vinte Duos, Op. 55
    - Phantasiestücke, Op. 105 (16 duplas)

  - Violino e viola
    - Doze Duetos, Op. 60

  - Violino e Piano
    - Sonata para violino nº 1 em Fá ♯ menor, Op. 20
    - Sonata para violino nº 2 em ré maior, op. 33
    - Sonata para violino nº 3 em ré menor, op. 68
    - Sonata para violino nº 4 em mi maior, op. 77
    - Sonata para violino nº 5 em lá maior, op. 95
    - Sonata para violino nº 6 em sol menor, Op.103
    - Dez peças de fantasia para violino e piano, Op. 74

  - Viola e Piano
    - Viola Sonata em ré menor, Op. 86
    - Seis Fantasias para viola e piano, Op. 117

  - Violoncelo e Piano
    - Sonata para violoncelo nº 1 em ré menor, op. 29
    - Sonata para violoncelo nº 2 em Mi ♭ menor, Op. 83
    - Sete peças de fantasia para violoncelo e piano, Op. 78

  - Contrabaixo e Piano
    - Sonata para contrabaixo, Si ♭ maior, Op. 97
    - Três Peças para Contrabaixo e Piano, Op. 96

### Solo
- Órgão
  - Fantasia em dó maior, Op. 87
  - Fantasia em Mi menor, Op. 91
  - Fantasia em D ♭ maior, Op. 101
  - Variações e Fuga sobre um Tema Original
- Piano
  - Improvisação para Piano, Op. 11
  - Sonata para Piano No. 1 em Sol ♭ maior, Op. 19
  - Sonata para piano nº 2 em sol menor, op. 88
  - Sonata para piano nº 3 em ré ♭ maior, op. 109
  - Jugendklänge, Op. 32
  - Doze Valsas, Op.110
  - 4 Klavierstücke, Op. 111
  - Dewdrops ( Tautropfen ), Treze Peças para Piano, Op. 112
- Harpa
  - Harpa Fantasia, Op. 85